# هشام بوداوی
هشام بوداوی (عربی: هشام بوداوي؛ زادهٔ ۲۳ سپتامبر ۱۹۹۹) بازیکن فوتبال اهل الجزایر است.
وی همچنین در تیم‌های ملی فوتبال زیر ۲۳ سال الجزایر و الجزایر بازی کرده‌است.